# 中西悟堂

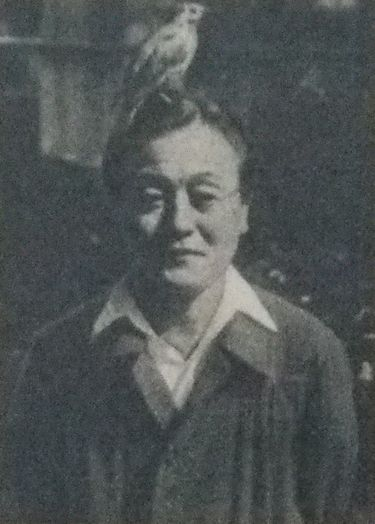
1951年頃

中西 悟堂（なかにし ごどう、1895年（明治28年）11月16日 - 1984年（昭和59年）12月11日）は、日本の野鳥研究家で歌人・詩人、天台宗僧侶。文化功労者。日本野鳥の会の創立者。本名は富嗣、悟堂は法名。他に筆名として赤吉（しゃくきち）。
「野の鳥は野に」を標語に自然環境の中で鳥を愛で、保護する運動を起こした。「野鳥」や「探鳥」は悟堂の造語。

## 生涯

### 幼少・青年期
1895年（明治28年）、石川県金沢市長町に生まれ、富嗣と命名される。祖父は加賀藩士。父親は海軍軍楽隊教官だったが、悟堂の生後まもなく病死し、母は長崎の実家に帰ったまま行方不明となり、父の兄で中西家十代の当主元治郎（悟玄）の養嗣子となる。3歳頃より四書五経を学び千字文を書写する。おもちゃは持たず、友達とも遊ばず、石板と石筆さえ与えておけば機嫌よく一人で遊んでいる、変わった子であった。
1900年、富嗣が5歳の時、東京府麻布区飯倉町の小暮小学校に入学する。同小学校は、江戸時代の寺子屋から続く伝統ある私立校である。早熟ゆえ就学年齢前の入学だったが、発育不全で歩行困難のため、爺やに背負われて登校した。翌年養父が渡米したため、京橋区西紺屋町に住む別の伯父に預けられ、築地の文海小学校へ転校、1905年に養父帰国し、上野寛永寺内の東漸院に転居、桜川小学校高等科に進学。秩父山中の寺で百八日の坐行、各二十一日間の滝の行、断食の行を行なったことで健康となり、一種の透視力を体得、鳥に親しむ。
1907年（明治40年）、高等科卒業後京橋区数寄屋橋の紙問屋に奉公したが、養父と祖母とともに神代村（現在の東京都調布市）の祇園寺に移住、深大寺に預けられる。1910年に火災保険会社の給仕となり、その給料で築地工手学校夜間部に入学。青梅の聞修院で三週間の滝行。
1911年（明治44年）、天台宗深大寺にて僧籍につく。悟堂はこの時の法名。翌年、天台宗学林（後の大正大学）2年に入る。この頃より短歌を始め、次第に詩人と交わるようになり、その関心は短歌から詩へ移る。1913年、法王教を唱えた高田道見の認可僧堂瑞応寺で禅生活に入り、赤松月船と知り合う。別子銅山で説教師を務めたのち、祇園寺に戻り、1914年に曹洞宗学林（後の駒澤大学）に通う。海水浴中フジツボで角膜を傷つけ、以降眼病を患う。高田道見の仏教新聞社を手伝いつつ詩壇に入り、東雲堂書店に移り短歌雑誌の編集に従事していたが、義理の妹と祖母を相次いで亡くし、放浪の旅に出る。1920年に島根県能義郡（現・安来市）の長楽寺の住職となり、1922年（大正11年）には松江市の普門院の住職となる。同年、第一詩集『東京市』を出版。その後詩集『花順礼』、『武蔵野』を出版する。

### 野鳥観察の世界へ
1926年（昭和元年）、千歳烏山（現在の東京都世田谷区烏山）に移り住み、詩壇と決別し本格的作家をめざし田園生活に入る。質素な生活とともに昆虫や野鳥の観察を始める。
3年半の生活を経て杉並区井荻町の善福寺風致地区に移り、野鳥の他に昆虫や淡水魚などの生態観察に取り組む。この頃から日本全国の山々を巡り野鳥の観察を行う。一方自宅では野鳥を放し飼い風に飼育して注目を集める。
1934年（昭和9年）、鳥学者内田清之助や黒田長礼、鷹司信輔、山階芳麿。民俗学者の柳田國男、荒木十畝、杉村楚人冠、新村出、戸川秋骨などの文化人の後援を得て日本野鳥の会を創立。
1936年（昭和11年）、竹野家立、籾山徳太郎らとともに、鷹狩の保存・振興のため、日本放鷹倶楽部の設立に発起人として参加している。

### 野鳥保護への取り組み

#### 「日本野鳥の会」創立
日本野鳥の会創立の目的は、鳥類愛護の思想の普及と、鳥類研究の推進が掲げられた。会創立の1934年（昭和9年）の6月には、富士山裾野の須走において、後に「探鳥会」と呼ぶようになる初めての野鳥観察会を開催。当初の会員は悟堂の知己である文学者、鳥類学者などの文化人や貴族などに限られたが、精力的な活動により、徐々に各地に支部が設立され、会員も増加する。1944年（昭和19年）には、会員数はおよそ1800名となった。また、同地区に「野鳥村」を作る構想があったようである。しかしながら、資金の持ち逃げに会い、結局「野鳥村」が作られることはなかった。その後、一時は東北に疎開したが、戦後は再び西多摩地区に戻り、1954年まで暮らした。
1947年（昭和22年）、戦後も休止状態にあった日本野鳥の会を再開する。その後は、カスミ網禁止の法制化、自然保護区の設置推進など、自然保護や野鳥保護活動に尽力し、鳥獣保護法の制定にも貢献した。

#### 会誌『野鳥』の創刊
それまで日本人の野鳥とのかかわりは、飼い鳥として籠の中の鳥の鳴き声や姿を楽しむか、狩猟や食肉の対象としているものであった。悟堂はそのような習慣をやめて「野の鳥は野に」と自然の中で鳥を楽しむことを提唱した。その考えには少年時代からの仏教教育に基づいた万物に命が宿るといった自然観の影響が見られる。日本には「花鳥風月」の言葉どおり鳥をテーマにした文芸、絵画の歴史は長い。悟堂は短歌や詩などの文芸あるいは絵といった方法で、鳥の愛護と保護を一般大衆に訴える雑誌を構想した。
1934年（昭和9年）、誌名を「野鳥」と命名。悟堂が編集責任者となるが、実際の会誌の編集実務は、大正から昭和初期にかけ民俗、考古学や山岳関係の名著を多数世に送り出した岡書院店主、岡茂雄が担った。最初、岡は固辞したものの、中西の懇請を入れる形で創刊号の編集と刊行作業に当たり、1934年（昭和9年）5月の創刊号から1935年（昭和10年）9月まで、岡が山岳関係の書籍を扱った梓書房の名義で刊行される事となった。
岡によれば、創刊号の編集では、中西が字数の勘定などが不得手なため編集がはかどらず、やむなく岡が中西宅へ足を運んでは実務をこなした。また、創刊当初は「野鳥（やちょう）」と言う言葉が知られておらず、「のどり」と読む人が多かったと言う。1944年（昭和19年）9月、戦争中の物資不足により用紙の配給が止まったことや、悟堂が福生町へ移住したことを機に機関誌『野鳥』も停刊となるが、1947年（昭和22年）に日本野鳥の会の活動再開と同時に再刊して今日に至る。

### 晩年・死去
1973年（昭和48年）正月、宮中歌会始の召人となる。
1984年（昭和59年）12月11日、転移性肝臓癌のため横浜市港南区の病院で死去、88歳。墓所は鎌倉霊園。戒名は遺言により付けなかった。

## 著書
- 野鳥と生きて〔日本エッセイスト・クラブ賞〕
- 愛鳥自伝（上巻 ISBN 4582760287 下巻 ISBN 4582760295）
- 野鳥開眼―真実の鞭（ISBN 4816106251）
- 野鳥と共に 野鳥記コレクションI - 『定本野鳥記』の中から選ばれた編を再編集したシリーズ（ISBN 4393421302）
- 野鳥のすみか 野鳥記コレクションII（ISBN 4393421310）
- 鳥を語る　野鳥記コレクションIII（ISBN 4393421329）

- 詩集 東京市 （抒情詩社 1922年）
- 詩集 花巡礼 （新作社 1924年）
- 詩集 武蔵野 （抒情詩社 1925年）
- 抒情小曲集 かはたれの花 （紅玉堂書店 1925年）
- 東西偉人の幼時 （紅玉堂書店（小学国史物語） 1926年） （近代デジタルライブラリーで公開（許諾））
- 評釈大正詩読本 （全4巻 紅玉堂書店 1926年）
- 評釈詩読本 日本編 （紅玉堂書店 1927年）
- 芭蕉の俳句と其一生 （交蘭社 1928年）
- 藁家と花 武蔵野随筆集 （詩集社 1928年） (日本詩人叢書)
- 啄木の詩歌と其一生 （交蘭社 1928年）
- 虫・鳥と生活する （アルス 1932年）
- 山岳詩集 （朋文堂 1934年）
- 野鳥と共に （巣林書房 1935年）のち角川文庫
- 昆虫読本 （巣林書房 1936年）
- 鳥虫歳時記 （高山書院 1941年）
- 野禽の中に （日新書院 1941年）
- 野鳥ガイド 陸鳥篇 （日新書院 1941年）
- 野鳥記 （新潮社（新潮文庫） 1942年）
- 野鳥を訪ねて （日新書院（自然観察叢書） 1942年）
- 野鳥の話 （正芽社（正芽社少国民選書） 1943年）（近代デジタルライブラリーで公開（許諾））
- 叢林の歌 （詩集 日新書院 1943年）
- 鳥の山旅 （山と渓谷社（山渓山岳叢書） 1946年）
- 鳥を語る （星書房 1947年）
- 鳥の世界 （家の光協会（家の光少年少女文庫） 1948年）
- 小鳥のやくめ （家の光協会（家の光えほん） 1949年）（近代デジタルライブラリーで公開（許諾））
- 鳥影抄 （星書房 1949年）
- 鳥山河 （ジープ社 1950年）
- 虫のいろいろ （筑摩書房（中学生全集） 1951年）
- 私の野鳥記 （小峰書店（小学生文庫） 1951年
- めずらしい鳥 （あかね書房（小学生学習文庫） 1952年）
- 世界の珍しい鳥と獣 （ポプラ社（少年博物館） 1952年）
- 昆虫界のふしぎ （ポプラ社（少年博物館） 1953年）
- 爬虫類の怪奇な生態 （ポプラ社（少年博物館） 1953年）
- 植物界のふしぎ （ポプラ社（少年博物館） 1953年）
- 地球と生物の歴史 （ポプラ社（少年博物館） 1954年）
- 日本の鳥 （ポプラ社（少年博物館） 1954年-1955年）
- 海の秘密 （ポプラ社（少年博物館） 1955年）
- 昆虫の社会生活 （ポプラ社（少年博物館） 1956年）
- 下等動物の謎 （ポプラ社（少年博物館） 1956年）
- 野鳥の生態と観察 （ポプラ社（少年博物館） 1956年）
- 野鳥と生きて （ダヴィッド社 1956年）
- 山と鳥 （朋文堂（コマクサ叢書） 1957年）
- ファーブル （ポプラ社（おはなし文庫） 1962年）

- こども野鳥記 1‐5 （偕成社 1971年）
- 歌集 蕊一つ落つ （五月書房 1977年）
- 定本・野鳥記 （全16巻 春秋社 1978年-1986年）
- かみなりさま わが半生記 （永田書房 1980年 のち「人間の記録」日本図書センター）
- 愛鳥自伝 （平凡社ライブラリー 1993年）
- 野鳥開眼 真実の鞭 （永田書房 1993年）
- 歌集 檜山路 （春秋社 2009年）

定本野鳥記（新版全16巻 旧版8巻＋別巻 1965年）〔読売文学賞〕
定本野鳥記 （全8巻別巻1 春秋社 1962年-1967年）

## 引用・参考文献
- 中西悟堂追想文集刊行会 編『悟堂追憶』春秋社、1990年。ISBN 4393421280。
- 岡茂雄『『野鳥』創刊のお手伝いとそれから』平凡社〈本屋風情〉、1974年、208-218頁。
  - 岡茂雄 著、中西悟堂追想文集刊行会 編『『野鳥』創刊のお手伝いとそれから』春秋社〈悟堂追憶〉、1990年、34-41頁。ISBN 4393421280。（『本屋風情』からの抄録）